# Плодио
Плодио (итал. Plodio) је насеље у Италији у округу Савона, региону Лигурија.
Према процени из 2011. у насељу је живело 52 становника. Насеље се налази на надморској висини од 471 м.

## Становништво
Према резултатима пописа становништва 2011. у општини је живело 648 становника.
| 1931. | 1936. | 1951. | 1961. | 1971. | 1981. | 1991. | 2001. | 2011. |
| ----- | ----- | ----- | ----- | ----- | ----- | ----- | ----- | ----- |
| 318   | 392   | 442   | 410   | 297   | 439   | 540   | 550   | 648   |